# Josefine Kohl
Josefine „Fini” Kohl, po mężu Krüger (ur. 23 czerwca 1921 w Hainstadt, zm. 27 kwietnia 2012 w Seligenstadt) – niemiecka lekkoatletka, sprinterka, mistrzyni Europy z 1938.

## Kariera sportowa
Zdobyła złoty medal w sztafecie 4 × 100 metrów (która biegła w składzie: Kohl, Käthe Krauß, Emmy Albus i Ida Kühnel) na mistrzostwach Europy w 1938 w Wiedniu.
Była mistrzynią Niemiec w sztafecie 4 × 100 metrów w 1947 oraz brązową medalistką w biegu na 100 metrów w 1938.
Rekord życiowy Kohl w biegu na 100 metrów wynosił 12,2 s, ustanowiony 11 czerwca 1939 w Tailfingen.